# Максимов, Михаил Дмитриевич
Михаил Дмитриевич Максимов (1905 — ?)  — украинский советский партийный деятель, 2-й секретарь Харьковского обкома КП(б)У.

## Биография
Родился в 1905 году на Борисовском стеклозаводе.
Член ВКП(б) с 1927 года.
Находился на ответственной партийной работе.
В 1938—1939 годах — 1-й секретарь Кагановичского районного комитета КП(б)У города Харькова.
13 января 1939—1942 год — секретарь Харьковского областного комитета КП(б)У по пропаганде и агитации.
В 1942—1943 годах — секретарь Калининского областного комитета ВКП(б).
В 1943—1944 годах — секретарь Харьковского областного комитета КП(б)У по пропаганде и агитации. В 1944 году — 3-й секретарь Харьковского областного комитета КП(б)У.
27 декабря 1944—1947 года — 2-й секретарь Харьковского областного комитета КП(б)У.

## Награды
- орден Трудового Красного Знамени (28.08.1944)
- медали